# قناء
قناء واحة صحراوية إلى الشمال من منطقة حائل تبعد عنها حوالي 40 كلم. تعتبر الرمال القريبة منها منتزها طبيعيا للعوائل والشباب. وتجاورها بلدة أم القلبان التي لا تبعد عنها سوى مسافة أقل من خمسة كيلو مترات.